# Макра
Макра (італ. Macra, п'єм. Macra) — муніципалітет в Італії, у регіоні П'ємонт,  провінція Кунео.
Макра розташована на відстані близько 520 км на північний захід від Рима, 80 км на південний захід від Турина, 34 км на захід від Кунео.
Населення — 59 осіб (2014).

## Демографія
Населення за роками:

Станом на 1 січня 2023 року в муніципалітеті офіційно проживали 3 іноземці з 2 країн, серед них 2 громадяни країн Євросоюзу.

## Сусідні муніципалітети
- Челле-ді-Макра
- Мармора
- Сампере
- Сан-Дам'яно-Макра
- Строппо